# القوات المسلحة الباكستانية
القوات المسلحة الباكستانية (بالأردية: پاکستان مسلح افواج) هي القوات المسلحة الرسمية التي تحمي جمهورية باكستان الإسلامية تأسست القوات في سنة 1947 بعد استقلال باكستان وتعتبر هذه القوات سادس أكبر قوة في العالم وتتكون القوات من القوات البرية الباكستانية والبحرية الباكستانية والقوات الجوية الباكستانية، تدعمها العديد من القوات شبه العسكرية مثل الحرس الوطني والقوات المسلحة المدنية، أحد المكونات الأساسية لهيكل القوات المسلحة هو قوة قسم الخطط الاستراتيجية، وهي المسؤولة عن صيانة وحماية مخزون الأسلحة النووية التكتيكية والاستراتيجية الباكستانية وأصولها. رئيس باكستان هو القائد الأعلى للقوات المسلحة الباكستانية ويتم تنظيم سلسلة القيادة تحت إشراف رئيس لجنة رؤساء الأركان المشتركة (JCSC) إلى جانب رؤساء أركان الجيش والبحرية والقوات الجوية،
ولدى هذه القوات سلاح نووي، تعتبر باكستان الدولة الإسلامية الوحيدة التي تمتلك السلاح النووي، تقوم باكستان بصنع بعض أسلحتها بنفسها أما الباقي فتستوردها من الخارج ومن أبرز الدول المصدرة لها هي الصين وثم تأتي الولايات المتحدة بعدها وكذلك تستورد الأسلحة من ألمانيا وفرنسا وإيطاليا والنمسا وروسيا وتركيا والسويد وبلجيكا، أبرز الحروب التي خاضتها باكستان كانت مع جارتها اللدودة الهند ومنها الحرب الباكستانية-الهندية 1947 والحرب الباكستانية-الهندية 1965 والحرب الباكستانية الهندية عام 1971 كما شاركت في حرب الخليج الثانية في سنة 1991 مع قوات التحالف الدولي لتحرير الكويت.
ظهر الجيش الباكستاني إلى الوجود عام 1947، ونجح في بناء ترسانة عسكرية قوية توجها بدخول النادي النووي. خاض ثلاث حروب مع الهند، وتورط في سلسلة انقلابات كان آخرها عام 1999. يتألف الجيش الباكستاني من فيلق المدرعات والمدفعية وقوات الدفاع الجوي وسلاح المهندسين، ثم المشاة والقوات البحرية، وذلك إلى جانب القوات شبه العسكرية، والحرس الوطني. وهو يعتبر في المرتبة الثانية عشر من حيث القوة العسكرية لعام 2013.

## الواجبات
-حماية حدود الدولة.
-الحفاظ على أمن المناطق الإدارية.
-الدفاع عن مصالح الدولة.
-الجاهزية لتحقيق هذه الأهداف سواء بالحرب التقليدية أو بالحرب النووية.

## التأسيس
ظهر الجيش إلى الوجود بعد الاستقلال عام 1947, ويبلغ عدد الأفراد العاملين في الخدمة 650 ألف فرد و 528 ألفا في الاحتياط من الذين يبقون في الخدمة حتى سن الخامسة والأربعين (بحسب إحصاءات 2014).

## الشعار
إيمان، تقوى، جهاد في سبيل الله.

## المعدات
بسبب المشاكل الحدودية المزمنة بين الهند وباكستان، دخل البلدان في مشروع سباق للتسلح النوعي، وباتت الدولتان ضمن النادي النووي العالمي.
يملك الجيش الباكستاني أسلحة ثقيلة وصغيرة متنوعة، ودبابات من طراز خالد وضرار وغيرهما، وصواريخ مختلفة من نوع حتف، من بينها «حتف 5» أو «غوري 2» الذي يحمل رؤوسا تقليدية ويمكن أن يحمل رؤوسا نووية.
كما يملك صواريخ من طراز «غوري 3» عابرة للقارات ويبلغ مداها أربعة آلاف كيلومتر، فضلا عن صواريخ شاهين 1 و 2 و 3 وصواريخ باير.
استفادت باكستان من التجاذبات بين الاتحاد السوفياتي السابق والولايات المتحدة إبان الحرب الباردة، فحصلت عام 1979 من واشنطن على مساعدات عسكرية بنحو أربعمائة مليون دولار.
وعام 1981 حصلت إسلام آباد على دعم عسكري أميركي جديد قُدِّر بنحو مليار ونصف المليار من الدولار، كان من ضمنه طائرات مقاتلة ودبابات وصواريخ مضادة للدبابات.
حسب أرقام أوردها الموقع المتخصص في المسائل العسكرية «غلوبال فاير باور» بتاريخ 27 مارس/آذار 2014 فعدد الذين يبلغون سن التجنيد سنويا في باكستان يتجاوز أربعة ملايين فرد.
ويتجاوز عدد الدبابات التي يتوفر عليها الجيش الباكستاني 3124، وعدد العربات العسكرية 3187، فيما يصل عدد طائراته ومروحياته العسكرية إلى 847.
أما فيما يتعلق بالقوات البحرية، فالجيش الباكستاني يتوفر على ثماني غواصات و 11 بارجة حربية مقاتلة، إلى جانب سفن بحرية وثلاث كاسحات ألغام.
يذكر أن أسلحة الجيش الباكستاني الصغيرة مصنوعة محليا، ولديه أسلحة أخرى متطورة هي أيضا من صناعة محلية. ولدى الجيش كليات ومؤسسات للتدريب العسكري ومدارس متخصصة، وقد دخلت المرأة الباكستانية الجيش منذ تأسيسه، وهو يحاول الموازنة بين الأعراق والأقليات في صفوفه.

### الدبابات
- الخالد - +350
- تي-80 يو دي - +350
- الزرار - 600
- تايب 85 - 400
- تايب 69 - 400
- تايب 59 - 600
- ابرمز م1 - 2000

## المهام الدولية
أسهم الجيش الباكستاني في جهود حفظ السلام للأمم المتحدة، وعمل عدد من أفراده خارج البلاد مستشارين في أفريقيا وجنوب آسيا والعالم العربي. كما كان له حضور على شكل ألوية وفرق في الدول العربية أثناء الحروب العربية مع إسرائيل وأثناء حرب الخليج الثانية في إطار قوات التحالف.

## الحروب
خاضت باكستان ثلاث حروب شاملة مع الهند، انتهت الأولى بتقسيم كشمير عام 1949، ولم تفلح الثانية عام 1965 في تغيير هذا الوضع، في حين أسفرت الثالثة عام 1971 عن تقسيم باكستان نفسها إلى دولتين بعد انفصال باكستان الشرقية وتأسيس جمهورية بنغلاديش.

## الدور السياسي
كان للجيش الباكستاني حضور سياسي في فترات مختلفة من تاريخ البلاد، من أهمها:
-1953: إعلان الأحكام العرفية في إقليم البنجاب، واستدعاء الجيش للسيطرة على الاضطرابات السياسية.
-1954: دخل رئيس أركان الجيش الجنرال أيوب خان الحكومة وزيرا للدفاع مع بدايات عام 1964 ليبدأ الدور السياسي للجيش واضحاً في البلاد.
-1958: وقع أول انقلاب عسكري، ولم تجد أي محاولة جدية لتحديد دور الجيش وإبعاده عن السياسة، رغم تولي الجنرال أيوب خان رئاسة البلاد حتى عام 1969.
-1969-1971: فترة حكم الجنرال يحيى خان، وعرفت مرحلته تحالف الجيش مع الطبقة البيرقرواطية.
-1977: استولى الجيش على الحكومة إثر انقلاب قاده الجنرال ضياء الحق على الرئيس ذي الفقار علي بوتو، واستمر في الحكم حتى مقتله في انفجار طائرته عام 1988.
-في سبعينيات القرن الماضي تصدى الجيش لتمرد وقع في إقليم بلوشستان، وساعد السعودية في حادثة سيطرة جماعة جهيمان العتيبي على الحرم المكي أواخر عام 1979.
-1999: انقلب الجيش بقيادة برويز مشرف على حكومة رئيس الوزراء نواز شريف.
-يونيو/حزيران 2001: عين الجنرال برويز مشرف نفسه رئيسا للبلاد بعد استفتاء شعبي.
-بعد هجمات 11 سبتمبر/أيلول 2001 أصبح الجيش الباكستاني عاملا رئيسيا في حرب الولايات المتحدة على ما تسميه الإرهاب بعدما أصبحت باكستان حليفا رئيسيا في تلك الحرب.
-2006: قام الجيش بعمليات عسكرية في بلوشستان، كما بدأ عمليات عسكرية في منطقة وزيرستان القبلية.
-2007: حاصر الجيش المسجد الأحمر عدة أيام ثم اقتحمه يوم 12 يوليو/تموز مما أسفر عن مقتل 73 من المتحصنين فيه من الطلبة.
-2009: بدأ الجيش أواخر أبريل/نيسان ومطلع مايو/أيار عملية عسكرية واسعة للقضاء على مسلحي حركة طالبان باكستان في وادي سوات والمناطق المجاورة لها.
-يونيو/حزيران 2013: انتخب نواز شريف رئيسا جديدا للوزراء، بعدما أطاح به الجيش بقيادة قائد الجيش وقتها برويز مشرف ف.

-مارس/آذار 2014: أدانت محكمة خاصة الجنرال برويز مشرف بتهمة الخيانة العظمى، وهو ما شكل سابقة تاريخية.

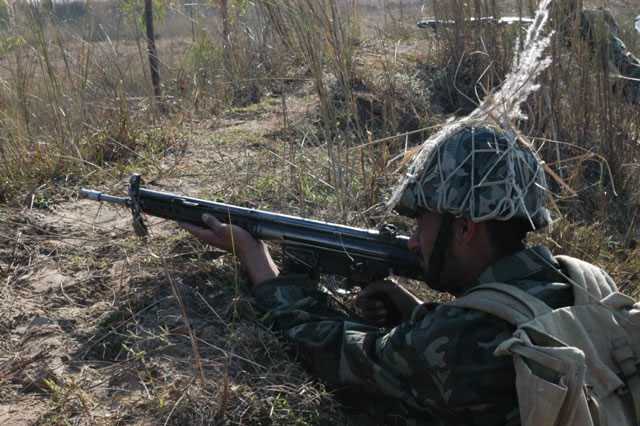
جندي باكستاني خلال التدريب